# سوق الفاتح للذهب
سوق الفاتح للذهب أحد المراكز الاقتصادية الهامة في ليبيا، وأحد معالم العاصمة طرابلس، يعمل السوق لأن يكون سوقًا موازيًا لأسواق الذهب في المنطقة العربية وأفريقيا. يصل مقدار المساحة المسقوفة للسوق نحو 33500 متر مربع، ويتكون المبنى من خمسة طوابق، تتوزع في الطوابق الأربعة الأولى 425 محلاً مجهزًا، أما الطابق الخامس فيضم عددًا من المكاتب الخدمية.